# Film czarno-biały
Film czarno-biały – film, który przedstawia obraz tylko w kolorach: czarnym i białym albo czarnym, białym i szarym.

## Historia
Za rok narodzin kina uznaje się 1895. Wczesna technika filmowa umożliwiała realizację filmów wyłącznie czarno-białych, jednak już od początku zaczęto eksperymentować z filmem barwnym, a także stosować zabiegi umożliwiające uzyskiwanie efektów kolorystycznych. Przełom w tworzeniu filmów barwnych nastąpił w latach 20. XX wieku, kiedy pojawiła się nowa technologia, tzn. Technicolor. Film barwny był droższy w procesie produkcji, jednak dzięki większej atrakcyjności wizualnej zaczął wypierać film czarno-biały, a w latach 60. XX wieku stał się powszechny.
Obecnie zdarzają się całe filmy albo ich fragmenty czarno-białe, jednak jest to celowym, artystycznym zabiegiem twórców filmu, a nie brakiem technicznych możliwości realizacji filmu barwnego.